# Кумпайнгкир
Кумпайнгкир (кумбайнгкир; англ. Kumbainggar, Gumbaingari, Gumbaynggir, Kumbaingeri, Gambalamam, Baanbay) — австралийский язык в Новом Южном Уэльсе (Графтон и северное побережье).
Образует кумпайнгкирскую моногруппу в составе пама-ньюнгской языковой семьи.
В 2000 году было 10 носителей, по переписи 2006 года — 33.
В языке двоичная система исчисления.